# Roswitha von Bergmann
Roswitha von Bergmann, geb. Freiin von der Leyen (* 21. September 1926 in Königsberg; † 1. April 2004 in Düsseldorf) war eine deutsche Politikerin (FDP). Sie war von 1962 bis 1970 Mitglied des Landtags von Nordrhein-Westfalen.

## Leben und beruflicher Werdegang
Roswitha von Bergmann entstammte der Krefelder Seidenweberfamilie Von der Leyen. Ihr Vater Siegfried Freiherr von der Leyen (1899–1975) war ein Sohn des preußischen Verwaltungsbeamten Friedrich von der Leyen-Bloemersheim (1854–1935), der von 1897 bis 1906 als Landrat des Kreises Neuß amtiert hatte, und damit jüngerer Bruder des Juristen Joachim Freiherr von der Leyen (1897–1945). Der Landwirt und Oberleutnant d. R. Siegfried von der Leyen hatte 1925 durch die Eheschließung mit Jutta von Steegen (1905–1993) in eine ostpreußische Gutsbesitzerfamilie eingeheiratet.
Roswitha, das älteste Kind der Familie, wuchs in dem in ihrem Geburtsjahr fertiggestellten Gutshaus Hasselpusch im Kreis Heiligenbeil auf, heute gelegen in der polnischen Gmina Lelkowo. Sie hatte 1944 die Schule mit dem Abitur abgeschlossen und studierte nach ihrer Flucht aus Ostpreußen von 1946 bis 1948 Geschichte, Kunstgeschichte und Zeitungswissenschaft in Heidelberg. Danach war sie bis 1961 als Sekretärin und Journalistin tätig.
Von Bergmann war seit 1949 Mitglied der FDP. In den Jahren 1952 bis 1954 war sie Mitglied im bayerischen Landesvorstand der Jungdemokraten. Sie war von März 1961 bis 1965 Bürgermitglied im Düsseldorfer Stadtrat. Von Bergmann wurde bei den Landtagswahlen in den Jahren 1962 und 1966 jeweils über die FDP-Landesliste in den Landtag gewählt. Sie war Landtagsabgeordnete vom 23. Juli 1962 bis zum 25. Juli 1970.
1974 wurde sie Mitglied der deutschen UNESCO-Kommission.
Von Bergmann gehörte von 1972 bis 1982 dem Kuratorium der Friedrich-Naumann-Stiftung an.

## Trivia
Roswitha von Bergmann war begeisterte Ferrari-Fahrerin und wurde als solche 1986 mit ihrem damaligen Ferrari 400 in der ARD-Dokumentation I Ferraristi aus der Sendereihe „Deutschlandbilder“ porträtiert.